# Egeïsche Eilanden
De Egeïsche Eilanden zijn een groep eilanden in de Egeïsche Zee, tussen het vasteland van Griekenland in het westen en het vasteland van Turkije in het oosten. Kreta is de zuidgrens van de eilandengroep en Rhodos, Karpathos en Kasos vormen de grens in het zuidoosten. De Oudgriekse benaming voor de Egeïsche Zee (Grieks: ἀρχιπέλαγος, archipelagos) werd later gebruikt voor de groep eilanden en wordt tegenwoordig als archipel gebruikt voor eilandengroepen over de hele wereld.
Het grootste deel van de Egeïsche Eilanden behoort tot Griekenland. De Griekse eilanden zijn verdeeld over negen periferieën. De enige Turkse eilanden in de Egeïsche Zee van enig formaat zijn Gökçeada en Tenedos in het noordoosten van de zee. Voor de Turkse kust zijn nog verschillende kleinere eilanden die onder Turkije vallen.

Locatie van de Egeïsche Eilanden van Griekenland
Locatie van de Egeïsche Eilanden van Turkije

## Eilanden
De Egeïsche Eilanden worden over het algemeen verdeeld in zeven groepen, van noord naar zuid:
- Noord-Egeïsche Eilanden
- Euboea
- Noordelijke Sporaden
- Cycladen
- Saronische Eilanden
- Dodekanesos (Zuidelijke Sporaden)
- Kreta